# داستين هوفمان
داستن لي هوفمان (بالإنجليزية: Dustin Lee Hoffman)‏ (المولود في 8 أغسطس 1937) هو ممثل وصانع أفلام أمريكي. يشتهر بتصويره المتنوع للأبطال المخالفين للعرف والشخصيات سريعة التأثر عاطفيًا. حصل على العديد من التقديرات بما في ذلك جائزتي أوسكار، وست جوائز غولدن غلوب (متضمنة جائزة سيسيل بي دوميل)، وأربع جوائز من الأكاديمية البريطانية للأفلام، وثلاث جوائز من مكتب الدراما، واثنتين من جوائز إيمي. حصل هوفمان على جائزة إنجاز الحياة من معهد الفيلم الأمريكي عام 1999، وجائزة الشرف من مركز كينيدي عام 2012.
تلقى هوفمان الثناء النقدي لأول مرة عن أدائه لدور البطولة في مسرحية إيه؟، والذي فاز عنه بجائزة عالم المسرح وجائزة مكتب الدراما. كان الدور الذي صنع طفرة في مسيرته هو دور بنيامين برادوك في الفيلم الأيقوني والمشاد به نقديًا الخريج (1967) (ذا غرادجويت). منذ ذلك الوقت، تركزت مسيرة هوفمان المهنية إلى حد كبير على السينما، مع عودة متقطعة إلى التلفزيون والمسرح. تشمل أفلام هوفمان راعي البقر منتصف الليل (ميدنايت كاوبوي)، وليتل بيغ مان، وبابيلون، وليني، ورجل الماراثون (ماراثون مان)، وكل رجال الرئيس (أول ذا بريزدنتس مِن)، وكرامر ضد كرامر، وتوتسي، ورجل المطر (راين مان)، وهوك، وذيل الكلب (واغ ذا دوغ). صُنع أول عمل له كمخرج عام 2012، وهو فيلم كوارتِت، وقام بالأداء الصوتي في سلسلة أفلام كونغ فو باندا، وفيلم قصة ديسبيرو (ذا تيل أوف ديسبيرو).

## نشأته
وُلد هوفمان في 8 أغسطس 1937، في لوس أنجلوس، كاليفورنيا،  وهو الابن الثاني لهاري هوفمان (1908-1987) وليليان (غولد قبل الزواج؛ 1909-1982). عمل والده مشرفًا على العمال الفنيين (منسق مناظر) في كولومبيا بيكتشرز قبل أن يصبح بائع أثاث.
سُمي هوفمان على اسم ممثل المسرح والسينما الصامتة داستن فارنوم. شقيقه الأكبر، رونالد، محامٍ وخبير اقتصادي. هوفمان يهودي، من عائلة يهود أشكناز مهاجرين من كييف، الإمبراطورية الروسية، وإيازي، رومانيا (كان اسم العائلة يُنطق «غويخمان» في الإمبراطورية الروسية).
كانت تربيته غير دينية، وقال: «ليس لدي أي ذكرى عن الاحتفال بالأعياد في أثناء نشأتي، والتي كانت يهودية»، وقد«أدرك» كونه يهوديًا في سن العاشرة تقريبًا.
تخرج هوفمان من مدرسة لوس أنجلوس العليا عام 1955، والتحق بكلية سانتا مونيكا بنية دراسة الطب. ثم غادرها بعد عام من أجل الانضمام لمسرح باسادينا، رغم أنه عندما أخبر أسرته عن هدفه المهني، حذرته عمته بيرل، «لا يمكنك أن تكون ممثلًا. لست حسن المظهر بما يكفي». تلقى أيضًا دروسًا في «مسرح الجوار» في مدينة نيويورك.

## السيرة الفنية

### بدايات أعماله
أمل هوفمان في البداية أن يصبح عازف بيانو كلاسيكي، بعد أن درس البيانو خلال معظم شبابه وفي الكلية. في أثناء دراسته في كلية سانتا مونيكا، تلقى درسًا في التمثيل، والذي افترض أنه سيكون سهلًا، «أصابته حمى التمثيل». يتذكر: «لم أكن موهوبًا في الموسيقى. لم يكن لدي أذن موسيقية». أما بعد أن أصبح ممثلًا طموحًا، فقد أمضى السنوات العشر التالية في العمل في وظائف غريبة، وعاطلًا عن العمل، وفي المكافحة للحصول على أي أدوار تمثيلية متاحة، وهو نمط حياة صوره لاحقًا في فيلم توتسي. لحّن أغنية بعنوان «شوتِنغ ذا بريز»، والتي كتبت كلماتها بيت ميدلر.

### الستينات
بدأ هوفمان التمثيل في مسارح برودواي. في عام 1960 مُنح هوفمان دورا في مسرحية «نعم أيها الشاب الصغير»، ثم دورا في مسرحية «طباخ الجنرال». ثم لم يظهر لعدة سنوات. واستكمل دراسته عند المخرج لي ستراسبرج في معهد (ستوديو الممثل) (Actors Studio West in Los Angeles). حتى عاد في أعمال مسرحية في عام 1964 مثل «انتظار جودوت» و«النادل الأبكم». وبعد سنتين نال جائزة مسرح برودواي (Off-Broadway Theater Awards) كأحسن ممثل، عن دوره في مسرحية «رحلة الحصان الخامس».
في 1967 اختاره المخرج مايك نيكولز لدور رئيسي في فيلم الكوميديا السوداء الخريج. وترشح عن هذا الدور لجائزة الأوسكار. ثم شارك هوفمان في دور البطولة مع الممثل جون فويت في فيلم كاوبوى منتصف الليل عام 1969. ورشح هوفمان للمرة الثانية لجائزة الأوسكار.

### السبعينات
في 1970 قام بدور متميز في فيلم المخرج آرثر بن «الرجل الصغير الكبير» (Little Big Man). حيث قام بدور محارب هندي. وفي 1971 رشحه صديقه المخرج أولو جروسبارد لفيلمي «من هو كيلرمان؟» و«لماذا يقول عنى هذه الاشياء الفظيعة»؛ إلا ان الفيلمين فشلا في شباك التذاكر. ثم أدى هوفمان دور البطولة في فيلم سام باكنباه «كلاب القش» (Straw Dogs). وتعرض الفيلم لنقد لاذع لجرأة مشهد الاغتصاب الذي فيه.
في 1973 مثل هوفمان مع ستيف ماكوين في فيلم «بابلون» (Papillon) الذي أعاده إلى طريق النجاح. في 1974 مثل حياة الكوميديان لينى بروس في فيلم «ليني» (Lenny) مع المخرج بوب فوس. وتم ترشيحه للأوسكار للمرة الثالثة.
عاد هوفمان ثانية للعمل مع المخرج جون شليسنغر في فيلم العداء «رجل الماراثون» عام 1976، مع الممثل الإنجليزي لورنس أوليفيه وحقق نجاحا كبيرا. وكذلك بطولة الفيلم الشهير «كل رجال الرئيس» (All the President's Men) مع روبرت ريدفورد. ثم فيلم مع المخرج أولو جروسبارد بعنوان «الوقت المناسب» (Straight Time) في عام 1978؛ الفيلم الذي نال استحسانا ولكنه لم يحقق أرباحا.
في العام 1979 قدم فيلم «اجاثا» (Agatha) الذي لم يلق استحسانا. وأخيرا حصل هوفمان على الترشيح للمرة الرابعة على جائزة أوسكار كأحسن ممثل لدوره في فيلم كرامر ضد كرامر وفاز بالجائزة. كما حصل على جائزة الغولدن غلوب لنفس الدور.

### الثمانينات
بعد ذلك في 1982، شارك هوفمان في بطولة فيلم «توتسى» (Tootsie) الكوميدى للمخرج سيدني بولاك. وقدم فيه دور الممثل الذي لا يجد عملا فينتحل شخصية امراة. حقق الفيلم حوالى 100 مليون دولار.
بين عامي 1984 و1987 عاد هوفمان إلى المسرح في مسرحية «وفاة بائع متجول». وبعدها بسنة فاز هوفمان بجائزة إيمي وجائزة عالمية ذهبية عن أعمال تليفزيونية. في 1987 مثل في كوميديا مع المخرجة إيلين ماي في فيلم بعنوان «عشتار» (Ishtar).
وبعد جدال طويل وافق هوفمان عام 1988 على التمثيل مع الممثل توم كروز في فيلم رجل المطر (Rain Man) الذي حقق نجاحا كبيرا ونال أوسكارا عليه. ثم عاد في دور شيلوك في مسرحية تاجر البندقية. ثم قدم فيلم «أمور عائلية» (Family Business) مع شون كونري وماثيو برودريك.

### التسعينات
في 1990 شارك هوفمان في فيلم من إنتاج وإخراج وبطولة وارن بيتي وهو "ديك تريسى (Dick Tracy). وقدم فيلم هوك (Hook) للمخرج ستيفن سبيلبرج مع الممثل روبن ويليامز. وفيلم الجريمة الدرامية "بيلى بازجيت" (Billy Bathgate) سنة 1991 مع الممثلة نيكول كيدمان والممثل بروس ويليس.
بعد فيلم البطل (Hero) في 1992، اختفى هوفمان عن الشاشة ثلاث سنوات. ثم عاد بفيلم المغامرات «التفشي» (Outbreak)، ثم سنة 1996 قدم فيلم النيام (Sleepers) مع روبرت دي نيرو وبراد بيت. في 1997 شارك هوفمان في فيلمين هما: «مدينة مجنونة» (Mad City) للمخرج كوستا جافراس، وفيلم ذيل الكلب (Wag the Dog) الذي رشحه لأوسكار أحسن ممثل مجددا. وبعدها عمل في فيلم الخيال العلمي «المجال» (Sphere).
في 1999 نال داستين هوفمان جائزة تقديرية عن مجمل أعماله.

### الألفية
من عام 2000 حتى 2006 قام هوفمان بعدة أدوار منها:
- عام 2002: فيلم «ضوء القمر» (Moonlight Mile)
- عام 2003: فيلم «المحلف الهارب» (Runaway Jury)
- عام 2004: فيلم «البحث عن نفرلاند» (Finding Neverland)
- عام 2005: فيلم «المدينة الضائعة» (The Lost City)
- عام 2006: فيلم «العطر (قصة قاتل)» (Perfume: The Story of a Murderer) - فيلم «أغرب من الخيال» (Stranger than Fiction)

## مواقع خارجية
- داستين هوفمان على موقع IMDb (الإنجليزية)
- داستين هوفمان على موقع ميتاكريتيك (الإنجليزية)
- داستين هوفمان على موقع الموسوعة البريطانية (الإنجليزية)
- داستين هوفمان على موقع روتن توميتوز (الإنجليزية)
- داستين هوفمان على موقع مونزينجر (الألمانية)
- داستين هوفمان على موقع ألو سيني (الفرنسية)
- داستين هوفمان على موقع ميوزك برينز (الإنجليزية)
- داستين هوفمان على موقع تيرنر كلاسيك موفيز (الإنجليزية)
- داستين هوفمان على موقع أول موفي (الإنجليزية)
- داستين هوفمان على موقع بوكس أوفيس موجو (الإنجليزية)
- داستين هوفمان في قاعدة بيانات أقل من برودواي على الإنترنت
- Dustin Hoffman December 2007 video interview at Stv.tv